# Riesci a innamorarmi
Riesci a innamorarmi è il quarto singolo dei Modà, primo ed unico estratto dalla ristampa del loro primo album in studio Ti amo veramente, pubblicato dalla casa discografica New Music International Srl il 3 marzo 2005.

## Il brano
Il gruppo ha partecipato con questo brano al Festival di Sanremo Giovani 2005, non superando il primo turno e classificandosi con lo stesso come non finalista. Il singolo è stato scritto e composto dal frontman della band, Francesco Silvestre.

## Tracce
Testi e musiche di Francesco Silvestre.
CD
1. Riesci a innamorarmi – 3:40

Download digitale
1. Riesci a innamorarmi – 3:38
2. Riesci a innamorarmi (Acoustic) – 3:48